# دهستان فرومد
دهستان فرومد یکی از دهستان‌های شهرستان میامی در استان سمنان ایران است. این دهستان تا دی ماه سال ۱۳۱۶ از توابع خراسان و سبزوار بوده و مردم آن به زبان فارسی خراسانی با گویش سبزواری صحبت می‌کنند.

## پیوند تاریخی دهستان فرومد و خراسان
اسناد تاریخی بیانگر پیوند عمیق تاریخی بین دهستان فرومد و خراسان می‌باشد. ابوالحسن بیهقی در تشریح منطقه بیهق خراسان در کتاب تاریخ بیهق بیان می‌دارد: «امیرِ خراسان عبدالله بن طاهر ـ رَحِمَهُ اللهـ چُنین گفت که: خَیرُ قُری بیهَق جُلَین و اَطیَبُها فَریومَد و لا بَأسَ بالسّدیر و الحارثاباد.
و دیه‌ها که خراج داشته‌است صد و نود و پنج دیه بوده‌است، خراجی سیصد و بیست و یک دیه و قانونِ خراج در عهدِ ملوکِ آلِ طاهر ـ رَحِمَهُمُ الله ـ صد هزار و هفتاد هزار و هشت هزار و هفتصد و نود و شش دِرَم بوده‌است و اعشارِ آن از هفتاد و چهار دیه پنجاه و هفت هزار و هشتصد دِرَم است.
این ناحیت را دوازده قسمت نهاده‌اند و هر قسمتی را رَبعی نام کرده و یک عدد را یک رَبع بیش نتواند بود، چه رُبع یک عدد از چهار عدد بود، پس مراد بدین رَبع چهار یک نیست، مراد آن است که در کتاب مجمل اللغة ابن فارس بیارد که الرَّبعُ محلّة القومِ پس هر کجا که قومی آنجا نزدیک به یکدیگر جمع شوند و بنا و عِمارت سازند آن را رَبع خوانند در عَرَب، امّا در عَجَم هر چه در شهر منزلگاهِ خلق بود بر یک سمت، آن را محلّه خوانند، آنچه در صحرا و کوه بود آن را ربع خوانند و تفصیلِ دوازده ربع که در عهدِ امیرِ خراسان عبدالله طاهر بوده‌است بدین تفصیل است.
اوّل اعلی الرّستاق‏
و آن سنقریدر و آمناباد و بیهق، ...
دوم ربع قصبهٔ سبزوار است‏
و آن دیه عبدالرّحیم بن حمویه است متّصل به قصبهٔ سبزوار، ...
سیّم ربع طبس‏
و این تبشن است … و در آن ربع دیه طبشن باشد و افچنک و هارون آباد و قارزی و بازقن و … و آن متّصل بود به ناحیتِ جُوِیْن از عرض.
چهارم رَبع زمیج‏
و زمیج به لغتِ پارسی زمین بَرّ دهنده را گویند یعنی مزرعهٔ غلّه را و چون بهرام بن یزدگرد که او را بهرام گور خوانند آنجا نزول کرد فرمود تا آنجا غلّه و پنبه و امثالِ این بکِشتند و آن دیه را زمیج نام نهادند و این دیه را به وی بازخوانند و آن ربع بر جانبِ جنوب افتاده‌است، هیچ ربع را هوا معتدل تر از آن ربع نیست و هوای فریومد خوشتر بود، ازیرا که فریومد هم سَهلی است و هم جَبَلی و هوای پشاکوه هم معتدل بود، پس درختِ سنجد کِشتند آنجا که ششتمد است، چون به بار آمد آن را ششتمد نام کردند.
و مَذ در لغتِ پهلوی بسیار است، گویند بَرغمذ و فریومذ و ششتمذ و انجمذ، و در مسترقه اسفندمذ و در نامِ ماه‌ها اسفندارمذ یعنی شکوفه و نبات پیدا شود و در نامِ روزها همین، در زبانِ فارسی گویند رذ و مذ، رذ دانا و بخْرَد باشد، فردوسی گوید:
یکی انجمن ساخت با بخرذان … هُشیوار و کار آزموده رذان‏
و مَذ مدحِ بقاع و مواطن است ـ و آن ایّام زمینِ پاکِ خوش را مَذ می‌خواندند ـ و رذ مدحِ مردم بود و مَذ در زبانِ پهلوی بسیار در آید.
و در این ربع از دیه‌های مسکون زمیج است و انجمد و گُنبد، آنجا بیت النّار بوده‌است، بدان بازخوانند و کیذقان و ششتمد و برازق ـ آنجا خوک بسیار بوده‌است ـ [و] دیه اُشتر ـ مَربط اُشتران بهرام آنجا بوده‌است ـ کیذر، بیذخ، طزرق، علیاباد، سبح، احمدآباد، روح، حارثاباد، قنات ابی الاسود، چاشک گلابدشک، بیدخشیدر، فضلوی آباد، جابرآباد، جلار، کارن که آن را خارسف نویسند، بژدن، رزسک، بیدستانه، زرین‏، دربر، مهر کند شادیاح و کلاتها متّصل بدین.
پنجم ربع خواشد و وریان‏
و این رَبع کلاتها بسیار دارد چون برقن و ستاج و دارین و باشین …
ششم ربع خسروجرد
و از آن رَبع بود دیه آباری به وی متّصل و عثماناباد و دیه سدیر و …
هفتم رَبع باشتین‏
و آن باشتین بود و نامین و ریوَد و …
هشتم ربع دیوره‏
و آن دیه‌های بسیار دارد، آن را قُری الجَبَل خوانند و …
نهم ربع کاه‏
و این قصبه چشُم بود و بروغن و مُغیثه و …
دهم ربع مَزینان‏
و این مزینان بود و مایان و کموزد و داورزن و صدخرو و طزر و بهمن‌آباد و مِهر ـ که آنجا مزارع اقلامِ بَحری باشد ـ و ماشدان و سویز و غیرِ آن.
یازدهم ربع فَریومَد
و این فریومد و اسحاق آباد و فیروزآباد و نهاردان، و غیر آن بود.
دوازدهم ربع پشاکوه‏
و این دیهی چند معدود بود چون استاربد، و دیه بیشین و غیر آن»
همچنین فرومد، در فاصله قرن هفتم و پس از حمله مغولان تا پایان دوره صفویه در قرن دوازدهم و بیش از ۵ قرن، مرکز حکمرانی سیاسی و فرهنگی ناحیه جوین (شهرستان جوین، جغتای و آزادوار) از سرزمینهای غرب خراسان بزرگ بوده و پس از آن و در دوره افشاریه، این مرکزیت به آق قلعه (جغتای) منتقل و به سرعت از رونق این روستا کاسته شده‌است. هرچند، طی چند سال گذشته، پدیده مهاجرت معکوس از شهر به روستا، دوباره در رونق‌گیری این روستا اثر مثبت داشته‌است.

## مشاهیر
- ابن یمین فریومدی شاعر قطعه سرای نامدار قرن هشتم
- شیخ حسن جوری رهبر قیام سربداران
- حکیم ابواعلا مُچری فریومدی شاعر رباعی سرای قرن ششم
- حکیم تاج الحکما موفق بن مظفر قوامی شاعر قصیده سرای قرن ششم
- حکیم یحیی بن محمد ضیایی شاعر قرن ششم
- امیر یمین الدین فریومدی شاعر قرن هشتم[۳]

## جمعیت
بر اساس سرشماری سال ۱۳۸۵، جمعیت این دهستان ۳٬۴۷۲ نفر (۱٬۰۳۷ خانوار) بوده‌است.

## جدایی روستاها
از سال ۱۳۸۷ تا سال ۱۳۹۷ روستاهای پل ابریشم اعم از محمدآباد، حسین‌آباد، چاه فرش، چاه شیرین از دهستان فرومد منفک و به دهستان‌های شرقی میامی الحاق شده و همچنین روستای عباس‌آباد از دهستان فرومد منفک و به دهستان میامی الحاق شده‌است.

## روستاها
مرکز دهستان فرومد روستای فرومد است. این روستا یکی از روستاهای هدف گردشگری در شهرستان میامی است و در ۱۱۰ کیلومتری شرق میامی و ۲۳ کیلومتری شمال غرب داورزن در مسیر جادهٔ سبزوار - شاهرود و در دامنه غربی
کوه گر داورزن جای گرفته‌است. از دیگر روستاهای این دهستان می‌توان به روستاهای ذیل اشاره کرد:
- استربند
- کلاته سادات پایین
- کلاته سادات بالا
- کلاته عبدل
- فیروزآباد بالا
- فیروز آباد پایین
- کلاته ملا
- مسیح آباد
- حسین‌آباد
- کلاته میر اعلم
- میرحاج
- مزرعه اسکندرآباد